# フロラン兄弟
フロラン兄弟は、幕末から明治時代にかけて日本で活躍したフランスの技術者兄弟である。兄ルイ＝フェリックス・フロラン（Louis-Felix Florent、1830年4月21日 - 1900年8月24日）、弟ヴァンサン・クレマン・フロラン（Vincent Clément Florent、1833年11月22日 - 1908年1月2日）で、両者共にお雇い外国人として来日した。

## 経歴・人物
まず、1865年（慶応元年）兄ルイが江戸幕府の招聘により来日した。横須賀製鉄所のお雇いとなり、所長であったレオンス・ヴェルニーと共に工場の埋め立て、建築に携わった。維新後にその製鉄所は横須賀造船所と改称し、1870年（明治3年）工部省製鉄寮に転勤した。
その後帰国し、その後継者として兄の推薦により、弟ヴァンサンが翌1871年（明治4年）来日し、同造船所の所長となった。1874年（明治7年）に工部省工作局に転勤し、同時期に長崎の造船所にも1879年（明治12年）に帰国するまで務めた。